# Bacanius fauveli
Bacanius fauveli är en skalbaggsart som beskrevs av Wenzel 1955. Bacanius fauveli ingår i släktet Bacanius och familjen stumpbaggar. Inga underarter finns listade i Catalogue of Life.